# Saint-Vénérand
Saint-Vénérand település Franciaországban, Haute-Loire megyében. Lakosainak száma 60 fő (2022. január 1.). Saint-Vénérand Thoras, Alleyras, Saint-Christophe-d’Allier és Bel-Air-Val-d'Ance községekkel határos.

## Népesség
A település népessége az elmúlt években az alábbi módon változott:
| Lakosok száma | 113  | 69   | 69   | 55   | 50   | 50   | 52   | 52   | 51   | 60   |
|               | 1968 | 1982 | 1990 | 2006 | 2013 | 2015 | 2017 | 2019 | 2020 | 2022 |